# Belgrano Athletic Club
Maillots
Le Belgrano Athletic Club est un club de rugby à XV argentin basé dans la province de Buenos Aires en Argentine.  La section de rugby à XV est membre de l'Unión de Rugby de Buenos Aires (URBA). C'est un des quatre clubs fondateurs en 1899 du River Plate Rugby Union qui est devenu aujourd'hui l'Unión Argentina de Rugby (UAR). Il a remporté le championnat de l'URBA à onze reprises.

## Histoire
Le club a été fondé le 18 août 1896.
Belgrano Athletic remporte son onzième titre de champion de l'URBA, 48 ans après le précédent, en 2016.

## Palmarès
- Vainqueur du championnat de l'URBA en 1907, 1910, 1914, 1921, 1936, 1940, 1963, 1966, 1967, 1968 et 2016.

## Joueurs emblématiques
Ont porté le maillot des Pumas :
| - Arbizu Lisandro, - Bosch Marcelo, - Badano Agustín, - Bazán Ricardo, - Botting Roberto, - Caldwell Malcolm, - Corneille Carlos, - Cubelli Alejandro, - Chiswell W. , - Diez Juan J., - Dillon, Roberto - Elía, Osvaldo - Felisari, Pedro - Gahan, Eric - Gallo, Roberto - Garbarino, Eduardo - Garretón Pablo, | - Gradín, Luis - Gribell, L. - Halle, Diego - Hardie, Juan M. - Hirsch, Cristóbal - Hirsch, Erwin - Horan, Eamon - Hughes, David - Hughes, Leonardo - Hughes, Michael - Jacobs, A. - Logan, Gilbert - Loyola, Raúl - Mac Carthy, C. - Martínez, Carlos - Mc Cormick, Guillermo | - Mitchelstein, Bernardo - Mulieri Emiliano, - Phillips, Arturo - Pineo, Roberto - Ratcliff, S. - Rosatti, Santos - Saffery, J. - Scolni, Alejandro - Schmitt, Guillermo - Tagliabúe, J. - Tahier, Leopoldo - Turner, A. - Verardo, Eduardo - Voltán, Alejandro - Watson, W. - Zappa, Alberto |